# Ганц, Леопольд
Леопольд Александр Ганц (нем. Leopold Alexander Ganz; 28 ноября 1806, Майнц — 15 июня 1869, Берлин) — немецкий скрипач и композитор. Брат Адольфа и Эдуарда Морица Ганцев.

## Биография
Учился музыке у своего отца, скрипача и дирижёра герцогского летнего оркестра в Висбадене. Далее учился у Фрица Бервольфа, ученика Луи Шпора. С 14 лет гастролировал вместе со старшим братом Эдуардом Морицем, виолончелистом. В 1827 г., после назначения брата первой виолончелью Берлинской королевской капеллы, последовал за ним в Берлин, играл в той же капелле, затем начал дирижировать, с 1840 г. концертмейстер капеллы. В 1837 г. вместе с братом предпринял гастрольную поездку в Лондон, в 1856 году братья повторили её вместе со своим племянником, пианистом Эдуардом Ганцем. Выступал также второй скрипкой в струнном квартете Карла Мёзера. Автор Военных вариаций для скрипки с оркестром (1831), различных камерных сочинений.